# Щукино (Пензенская область)
Щу́кино — село в Сосновоборском районе Пензенской области России. Входит в состав Николо-Барнуковского сельсовета.

## География
Село находится в восточной части Пензенской области, в пределах Приволжской возвышенности, в лесостепной зоне, на левом берегу реки Тешнярь, на расстоянии примерно 16 км (по прямой) к северо-востоку от Сосновоборска, административного центра района. Абсолютная высота — 241 м над уровнем моря.

### Климат
Климат характеризуется как умеренно континентальный, с холодной продолжительной зимой и тёплым летом. Средняя температура воздуха самого тёплого месяца (июля) — 19 °C (абсолютный максимум — 39 °C); самого холодного (января) — −13 °C (абсолютный минимум — −46 °C). Среднегодовое количество атмосферных осадков варьируется от 480 до 627 мм, из которых большая часть выпадает в тёплый период. Снежный покров держится в течение 150—160 дней.

### Часовой пояс
Село Щукино, как и вся Пензенская область, находится в часовой зоне МСК (московское время). Смещение применяемого времени относительно UTC составляет +3:00.

## Население
| 1709 | 1718 | 1748 | 1864 | 1911 | 1926 | 1930 |
| ---- | ---- | ---- | ---- | ---- | ---- | ---- |
| 119  | ↘101 | ↗182 | ↗348 | ↗559 | ↗618 | ↗671 |
| 1939 | 1959 | 1979 | 1989 | 1996 | 2002 | 2010 |
| ↘496 | ↗566 | ↘316 | ↘193 | ↗196 | ↘144 | ↘91  |

### Национальный состав
Согласно результатам переписи 2002 года, в национальной структуре населения мордва составляла 86 % из 144 чел.